# Лузан Іван Вікторович
Іван Вікторович Лузан (* 29 квітня 1989) — український музикант, творець проекту Сонцесвіт, колишній бандурист гурту Тінь Сонця.

## Біографія
Іван Лузан народився 29 квітня 1989 року в Києві, син українського поета і композитора Віктора Івановича Лузана. Бандурист, композитор, аранжувальник. Володіє також такими інструментами, як фортепіано, сопілка, гітара.
Займається власним проектом «Сонцесвіт» (industrial-folk-metal).
Пише вірші і час від часу — прозу, переважно, аналітичну.
В «Тінь Сонця» з вересня 2005 року по весну 2014 року.

## Дискографія

### Тінь Сонця
- 2007 — Полум'яна Рута
- 2011 — Танець Серця
- 2014 — Грім в ковальні Бога

### Сонцесвіт
- 2013 — Tenebrae (maxi single)
- 2013 — Край